# Macaronea
Macaronea o Carmen Macaronicum de Patavinisis (Poesia Macaronica di Padova) è una poesia comica scritta nel XV secolo dal poeta Michele di Bartolomeo degli Odasi più conosciuto come Tifi degli Odasi. È considerata il primo esempio di verso maccheronico, dando il nome al genere, la poesia maccheronica, della quale  il poeta Teofilo Folengo fu uno dei principali esponenti.
Il primo anno di pubblicazione non è indicato sull'opera, ma si presume sia il 1488 o 1489. Il nome d'arte indicato dall'autore in frontespizio è Tifi.
Il titolo della poesia proviene presumibilmente dal termine maccerone, un tipo di pasta mangiata dai paesani dell'epoca .
Macaronea racconta di uno scherzo tirato da un gruppo di universitari (macaronea secta) a uno speziale. È scritto in un misto di italiano e latino, in forma di esametro (imitando lo stile classico latino). Lo scopo è una satira sull'umanesimo e le pedanterie di dottori, studenti e burocrati dell'epoca.
Fu un grande successo, ristampato più volte e fonte di ispirazione per altre opere sullo stesso stile.
L'estratto seguente descrive la preparazione di un rito magico dove sarà servita un'oca:
ad strigariam zobiam spectaverat aptam.

Illa etiam nocte coniunx cavalcabat Herodis

et secum strige, secum caminat et Orcus;

Hanc expectavit tamen, oca tirante la gola.»